# Likemeback
Likemeback è un film del 2018 diretto da Leonardo Guerra Seràgnoli.

## Trama
Lavinia, Carla e Danila hanno appena finito il liceo e partono insieme per una vacanza in barca a vela. Sono sole con i loro telefonini e uno skipper, in viaggio lungo le coste della Croazia, piene di sogni, libertà e spensieratezza. Sono inconsapevoli di come condividere tutto sui social trasformerà la loro vacanza in un brutale rito di passaggio all'età adulta in cui nulla, soprattutto la loro amicizia, sarà mai più come prima.

## Accoglienza
Il film contribuì a lanciare le carriere delle tre protagoniste, grazie anche ad alcune scene che ne esaltano le doti fisiche: in particolare si ricordano diverse scene in cui Blu Yoshimi mostra il seno. Tuttavia, la pellicola fu accolta piuttosto freddamente dalla critica.